# Спринг Лејк Хајтс (Њу Џерзи)
Спринг Лејк Хајтс (енгл. Spring Lake Heights) град је у америчкој савезној држави Њу Џерзи.

## Демографија
По попису из 2010. године број становника је 4.713, што је 514 (-9,8%) становника мање него 2000. године.
| Група             | 2000.         | 2010.         |
| Белци             | 5.013 (95,9%) | 4.447 (94,4%) |
| Афроамериканци    | 58 (1,1%)     | 30 (0,6%)     |
| Азијати           | 19 (0,4%)     | 51 (1,1%)     |
| Хиспаноамериканци | 111 (2,1%)    | 155 (3,3%)    |
| Укупно            | 5.227         | 4.713         |